# NBA G League Defensive Player of the Year Award
De NBA G League Defensive Player of the Year Award is een jaarlijkse basketbalprijs die wordt uitgereikt aan de beste verdedigende speler uit de NBA G League. Voorheen ook de NBDL Defensive Player of the Year Award en NBA D-League Defensive Player of the Year Award. De eerste winnaar was Jeff Myers van de Greenville Groove.

## Erelijst
| Seizoen | Speler             | Club                  |
| ------- | ------------------ | --------------------- |
| 2001/02 | Jeff Myers         | Greenville Groove     |
| 2002/03 | Mikki Moore        | Roanoke Dazzle        |
| 2003/04 | Karim Shabazz      | Charleston Lowgators  |
| 2004/05 | Derrick Zimmerman  | Columbus Riverdragons |
| 2005/06 | Derrick Zimmerman  | Austin Toros          |
| 2006/07 | Renaldo Major      | Dakota Wizards        |
| 2007/08 | Stéphane Lasme     | Los Angeles D-Fenders |
| 2007/08 | Mouhamed Sene      | Idaho Stampede        |
| 2008/09 | Brent Petway       | Idaho Stampede        |
| 2009/10 | Greg Stiemsma      | Sioux Falls Skyforce  |
| 2010/11 | Chris Johnson      | Dakota Wizards        |
| 2011/12 | Stefhon Hannah     | Dakota Wizards        |
| 2012/13 | Stefhon Hannah     | Santa Cruz Warriors   |
| 2013/14 | DeAndre Liggins    | Sioux Falls Skyforce  |
| 2014/15 | Aaron Craft        | Santa Cruz Warriors   |
| 2015/16 | DeAndre Liggins    | Sioux Falls Skyforce  |
| 2016/17 | Edy Tavares        | Raptors 905           |
| 2017/18 | Landry Nnoko       | Grand Rapids Drive    |
| 2018/19 | Chris Boucher      | Raptors 905           |
| 2019/20 | Christ Koumadje    | Delaware Blue Coats   |
| 2020/21 | Gary Payton II     | Raptors 905           |
| 2021/22 | Shaquille Harrison | Delaware Blue Coats   |
| 2022/23 | Jay Huff           | Capital City Go-Go    |
| 2023/24 | Shaquille Harrison | South Bay Lakers      |
| 2024/25 | Braxton Key        | Santa Cruz Warriors   |

## Meervoudige winnaars
| Aantal | Speler             | Jaren      |
| ------ | ------------------ | ---------- |
| 2      | Derrick Zimmerman  | 2005, 2006 |
| 2      | Stefhon Hannah     | 2012, 2013 |
| 2      | DeAndre Liggins    | 2014, 2016 |
| 2      | Shaquille Harrison | 2022, 2024 |

## Winnaars per club
| Aantal | Club                                   | Jaren            |
| ------ | -------------------------------------- | ---------------- |
| 3      | Dakota Wizards                         | 2007, 2011, 2012 |
| 3      | Sioux Falls Skyforce                   | 2010, 2014, 2016 |
| 3      | Raptors 905                            | 2017, 2019, 2021 |
| 3      | Santa Cruz Warriors                    | 2013, 2015, 2025 |
| 2      | Idaho Stampede                         | 2008, 2009       |
| 2      | Delaware Blue Coats                    | 2020, 2022       |
| 2      | Los Angeles D-Fenders/South Bay Lakers | 2008, 2024       |
| 1      | Greenville Groove                      | 2002             |
| 1      | Roanoke Dazzle                         | 2003             |
| 1      | Charleston Lowgators                   | 2004             |
| 1      | Columbus Riverdragons                  | 2005             |
| 1      | Austin Toros                           | 2006             |
| 1      | Grand Rapids Drive                     | 2018             |
| 1      | Capital City Go-Go                     | 2023             |